# 시킴산 경로
시킴산 경로(영어: shikimate pathway)는 폴산과 방향족 아미노산(트립토판, 페닐알라닌, 티로신)의 생합성을 위해 세균, 고세균, 균류, 조류, 일부 원생동물 및 식물이 사용하는 7단계 대사 경로이다. 이 대사 경로는 동물 세포에서 발견되지 않는다.
시킴산 경로에 관여하는 7가지 효소는 DAHP 생성효소, 3-디하이드로퀸산 생성효소, 3-디하이드로퀸산 탈수효소, 시킴산 탈수소효소, 시킴산 키네이스, EPSP 생성효소, 코리슴산 생성효소이다. 대사 경로는 포스포엔올피루브산 및 에리트로스 4-인산의 두 가지 기질로 시작하여, 세 가지 방향족 아미노산에 대한 기질인 코리슴산을 생성하는 것으로 끝난다. 대사 경로의 5번째 효소인 시킴산 키네이스는 시킴산의 ATP-의존적 인산화를 촉매하여 시킴산 3-인산을 생성하는 효소이다. 시킴산 3-인산은 5-엔올피루빌시킴산 3-인산(EPSP) 생성효소에 의해 포스포엔올피루브산과 결합하여 5-엔올피루빌시킴산 3-인산을 생성한다. 일반적으로 라운드업(Roundup)으로 알려진 글리신 포스포네이트는 포스포엔올피루브산(PEP)의 경쟁적 저해제로서 PEP보다 EPSPS-S3P 복합체에 더 단단히 결합하고 시킴산 경로를 저해하는 전이 상태 유사체로 작용한다.
|  |

그런 다음 5-엔올피루빌시킴산 3-인산은 코리슴산 생성효소에 의해 코리슴산으로 전환된다.
|  |

그런 다음 프레펜산은 코리슴산 뮤테이스에 의한 코리슴산의 클라이젠 자리옮김에 의해 합성된다.
|  |

프레펜산은 하이드록실기를 유지하면서 산화적 탈카복실화되어 p-하이드록시페닐피루브산을 생성하고, p-하이드록시페닐피루브산은 티로신과 α-케토글루타르산을 생성하기 위한 질소 공급원으로 글루탐산을 이용한 아미노기 전이반응에 사용된다.
|  |

## 같이 보기
- 시킴산

## 참고 문헌
- Edwin Haslam (1993). 《Shikimic Acid: Metabolism and Metabolites》 1판. ISBN 0471939994.
- Brown, Stewart A.; Neish, A. C. (1955). “Shikimic Acid as a Precursor in Lignin Biosynthesis”. 《Nature》 175 (4459): 688–689. Bibcode:1955Natur.175..688B. doi:10.1038/175688a0. ISSN 0028-0836. PMID 14370198. S2CID 4273320.
- Weinstein, L. H.; Porter, C. A.; Laurencot, H. J. (1962). “Role of the Shikimic Acid Pathway in the Formation of Tryptophan in Higher Plants : Evidence for an Alternative Pathway in the Bean”. 《Nature》 194 (4824): 205–206. Bibcode:1962Natur.194..205W. doi:10.1038/194205a0. ISSN 0028-0836. S2CID 4160308.
- Wilson, D J; Patton, S; Florova, G; Hale, V; Reynolds, K A (1998). “The shikimic acid pathway and polyketide biosynthesis”. 《Journal of Industrial Microbiology and Biotechnology》 20 (5): 299–303. doi:10.1038/sj.jim.2900527. ISSN 1367-5435. S2CID 41117722.